# Turzyca przydymiona
Turzyca przydymiona (Carex fuliginosa  Schkuhr) – gatunek rośliny z rodziny ciborowatych. Występuje w Europie, Azji oraz Ameryce Północnej. W Polsce jest gatunkiem rzadkim; rośnie tylko w Tatrach.

## Morfologia
PokrójRoślina kępkowa.
ŁodygaDelikatnie szorstka, o wysokości 15–25 cm. Pochwy u nasady jasnobrunatne.
LiścieJasnozielone, łukowato odgięte, o szerokości 3 mm.
KwiatyZebrane w 3–5 zwisłych, maczugowatych kłosów o długości 1,5–2 cm. Kłos szczytowy u podstawy męski, a na wierzchołku żeński. Podsadki krótkoblaszkowe, z pochwami. Przysadki jajowatolancetowate, czarnokasztanowe, krótsze od pęcherzyków, z szorstkim grzbietem.
OwocOrzeszek w pęcherzyku. Pęcherzyki obustronnie lancetowato zwężone, w górnej części czarniawe i szorstkie, beznerwowe, o długości 5-6 mm. Dzióbek z trzema znamionami, długi, wąski, o szorstkim brzegu.

## Biologia i ekologia
Bylina, hemikryptofit. Rośnie na skałach i upłazach. Kwitnie w czerwcu. Gatunek charakterystyczny nawapiennych muraw wysokogórskich z zespołu Festuco versicoloris-Agrostietum.

## Zagrożenia i ochrona
Roślina umieszczona na polskiej czerwonej liście w kategorii NT (bliski zagrożenia).